# Tammijärvi och Hauha
Tammijärvi och Hauha eller Hauhanjärvi är en sjö i Finland. Den ligger i kommunen Luhango i landskapet Mellersta Finland, i den södra delen av landet, 190 km norr om huvudstaden Helsingfors. Tammijärvi och Hauha ligger 92,9 meter över havet. Den är 33,01 meter djup. Arean är 7,28 kvadratkilometer och strandlinjen är 38,14 kilometer lång. Sjön  ingår i Kymmene älvs huvudavrinningsområde.   I omgivningarna runt Tammijärvi och Hauha växer i huvudsak blandskog. Den sträcker sig 6,3 kilometer i nord-sydlig riktning, och 3,1 kilometer i öst-västlig riktning.
I övrigt finns följande i Tammijärvi och Hauha:
- Sarkastensaari (en ö)
- Pukkisaari (en ö)
- Raatosaari (en ö)
- Nippusaari (en ö)
- Sääksensaari (en ö)
- Vapunsaari (en ö)
- Pitkäsaari (en ö)
- Matalasaari (en ö)
- Korkeasaari (en ö)
- Salakkasaari (en ö)
- Hauhansaari (en ö)
- Keitaansaari (en ö)